# 王如
王 如（おう じょ、生年不詳 - 315年）は、西晋末年から五胡十六国時代にかけて活動した流民集団の首領。京兆郡新豊県の出身。

## 生涯
雍州の武吏として西晋に仕えていたが、西晋末年の混乱を避けて宛城に移った。
永嘉4年（310年）9月、朝廷は詔を下し、全ての流民へ郷里に帰還するよう命じた。だが、王如は関中が荒廃していたので帰郷を拒み、多くの流民が同じ考えであった。征南将軍山簡・南中郎将杜蕤は兵を派遣し、流民達へ時期を見て出発するよう強要した。王如は密かに無頼の者達と徒党を組み、両軍に夜襲を掛けてこれを撃破した。
10月、杜蕤は全兵を結集して王如の討伐に当たったが、王如は涅陽で迎え撃ち、大いに破った。山簡は彼らを制御しきれないと考え、夏口へ撤退した。王如はさらに軍を進めて襄城を陥落させた。南安の龐寔・馮翊の厳嶷・長安の侯脱は徒党を率いて王如に呼応し、諸々の城鎮を攻撃して県令を始めとした官員を殺害した。王如の兵力は遂に4・5万を数えるようになり、王如は大将軍・司雍二州牧を自称し、漢（後の前趙）に称藩した。
漢の征東大将軍石勒が南下して来ると、王如はその襲来を大いに恐れ、兵1万を割いて襄城の守りを固めさせた。石勒はこれを撃破して残兵を尽く捕虜とし、南陽に至ると宛北の山に布陣した。王如は珍品や車馬を送って石勒を慰労し、兄弟の契を結ぶ事を求めた。石勒もまた王如が強勢であったので、この提案に同意した。この時、侯脱は宛に拠点を置いていたが、王如はかねてから侯脱と不仲であったので、石勒へ「侯脱は名目上は漢の臣下ですが、実際は漢の賊に過ぎません。我は常々その来襲を恐れており、兄上もこれに備えられるべきです」と述べた。石勒は以前より侯脱が二心を抱いているのに憤っていたが、王如と密接な関係であったから攻めなかった。その為、この発言を聞くと大いに喜び、夜になると三軍に命令を発して出陣した。日が昇る頃には宛門に迫り、そのまま侯脱軍に攻撃すると、12日かけて攻め落とした。厳嶷は手勢を率いて侯脱の救援に向かったが、既に敗れていたので、石勒の下を訪れて降伏した。石勒は侯脱の首を刎ね、厳嶷を平陽に護送した。
石勒は王如を除こうと思い、自ら精鋭3万を率いて討伐に向かったが、王如軍の士気が盛んであったので、襄城へと軍を向けた。王如もまた石勒を排除せんとしており、弟の王璃に騎兵2万5千を与え、石勒軍を労うと見せかけて強襲しようとした。石勒はこれを見破っており、機先を制すべく迎撃に出て王璃軍を潰滅させた。
この後、王如は沔・漢の地を大いに略奪し、襄陽へ進軍した。山簡は配下の趙同に兵を与えて迎え撃たせたが、1年を過ぎても撃退できず、智・力共に尽き果てて城に戻って守りを固めた。王澄は軍を率いて江陵から救援に到来したが、王如はこれを迎え撃って撃退した。
永嘉6年（312年）、王如の軍は深刻な飢饉に陥り、食糧を求めて互いに攻め合うようになった。官軍はこの隙を突いて討伐に乗り出しすと、降伏するものが続発した。王如は進退窮まり、王敦の下に帰順した。王敦の従弟（叔父の王琛の子）の王棱は王如の勇猛さに目を付け、己の配下に加えたいと請うた。王敦は「このような類の者は狡猾で乱暴であり、押さえつけるのは難しい。それに汝は気が短い。奴に寛容に接する事は出来んだろう。却って禍の種となる」と聞き入れなかった。だが、王棱が頑なに求めると、諦めてこれを許した。王棱は王如を側近に侍らせ、甚だ厚く遇した。
ある時、王如は王敦の部将らと射撃と腕力を競っていた所、度が過ぎて本気で争い合ってしまった。王棱はこれを咎めて王如に杖刑を加えたので、王如は深くこれを恥じた。
王敦が国家転覆を企てるようになると、王棱はこれを幾度も諫めたので、王敦は自分の意に反する事に大いに不満を抱いた。王敦はかつて王如が王棱に辱められたと聞き、密かに人を派遣して王如の怒りを炊きつけ、王棱を誅殺するよう仕向けた。
建興3年（315年）8月、王如は王棱の催した主演に参加し、酒宴が落ち着きを見せたのを見計らって、剣舞を行って宴席を盛り上げたいと請い、王棱はこれを許可した。王如は剣舞の最中、王棱の面前へと近づいた。王棱はこれに怒り、左右の側近に力ずくで引き下がらせるよう命じたが、王如は側近が近づく前に、真っ直ぐ進んで襲い掛かり斬り殺した。王敦の下にこの報がもたらされると、王敦はあたかも驚いたような振りをし、王如を捕えるよう命じ、誅殺した。